# HD 37098
HD 37098，又名BD+26 870，SAO 77322、HR 1902，是一颗恒星，视星等为5.83，位于銀經180.72，銀緯-2.65，其B1900.0坐标为赤經5h 30m 54s，赤緯+26° -2.65′ 43″。